# “シュガー&シュガー”サカナクションの音楽実験番組
『“シュガー&シュガー”サカナクションの音楽実験番組』（シュガーアンドシュガー サカナクションのおんがくじっけんばんぐみ）は、2019年9月18日からNHK教育テレビジョン（Eテレ）で放送されている音楽番組で、ロックバンド・サカナクションの冠番組である。通称は「シュガシュガ」。

## 概要
2015年末から2019年3月にかけてスペースシャワーTVで放送されていた『サカナクションのNFパンチ』の実質的な後継番組。2019年9月9日に第1弾および第2弾の放送が発表され、9月18日から25日にかけてNHK教育テレビジョンにて放送された。
また各回ともにその週の日曜日に再放送された。
2020年の上半期に第3弾が制作・放送される予定であったが、新型コロナウイルス感染症の影響により延期となった。代替企画として山口含む5人の出演者のZoom会議によるトークの様子を収録した『僕らの定点観測〜アフターコロナの乗りこなし方〜』が2020年6月13日にNHK教育テレビジョン（NHK Eテレ）で放送された。その後8月12日に第3弾の放送が発表され、8月25日に第3回、9月1日に第4回が放送された。
9月1日午後11時30分、第4回の放送直後に番組のレギュラー化と公式Instagramの開設が発表された。レギュラー版の第1シリーズは2020年9月29日から12月15日にかけて12回放送された。
それから約1年後の2021年10月27日に第2シーズンの開始が発表された。同年11月5日から12月24日にかけて毎週金曜22:30-23:00に放送されている。

## 内容

### 構成
複数の小さなコーナーをあつめたオムニバス形式の番組となっている。
ほとんどのコーナーにサカナクションのボーカル・山口一郎が出演しており、次いで岩寺基晴・江島啓一も出演している。
通常の音楽番組のような楽曲のオンエアや歌唱はほぼ無く、メンバーによる音楽に関する実験的な企画とゲストを迎えたトークが収録されている。一部のトークを除いた全てのコーナー毎にテーマが設けられており、最初に提示されてから映像が始まる。

### タイトルロゴ
番組のタイトルロゴは、下記のとおりのデザインとなっている。
- 上部に大きく手書きのフォントで右上がりに『シュガー&シュガー』
- 下部にやや小さめの明朝体でメインタイトルに沿って『サカナクションの音楽実験番組』
- 背景はカオスパッドなどの機材に手をかける山口のシルエット

オープニングの映像にも使用されているビジュアルを背景に番組タイトルが表示されている（画像リンクを参照）。

### 音楽
オープニング音楽は2019年のパイロット版から同じものが使用されている。この音楽のロングバージョンとオイルアートを合わせた映像が、2020年11月にCOMME des GARCONSの川久保玲と山口が発表したコラボアイテムにプリントされたQRコードを読み取ることことによりYouTubeで試聴することが出来る。
2019年に放送されたパイロット版にはエンディングの映像にテルミン奏者の街角マチコが山口と共に出演している。

## コーナー
一部のコーナーは実質的な前身番組である『サカナクションのNFパンチ』から引き継いでいる。
○○の場合。
パイロット版の＃1で初登場。レギュラーコーナーであり、山口がゲストと二人きりでお互いの活動などについて対談する。コーナー名の「○○」の部分にはゲストの名前が当てられる（例：「妻夫木聡の場合。」）。
シュガシュガ選曲家劇場
パイロット版の＃1に登場。
ニューオーダー
パイロット版の＃1に登場。
ある愛のかたち
パイロット版の＃1に登場。
シュガシュガ将棋
パイロット版の＃2から登場。『NFパンチ』のコーナー「NF将棋」を引き継いだもの。
能 MUSIC, 能 LIFE?
パイロット版の＃2に登場。
忘れられない男
パイロット版の＃2に登場。
音楽結社シュガシュガ団
パイロット版の＃3から登場。『NFパンチ』時代の「NFパンチ音楽研究所」の企画内容を引き継いだもの。ただし舞台や登場人物の設定などは変わっている。
モーニングルーティーン
パイロット版の＃3から登場。
ボイトレ 絶対歌える男
パイロット版の＃3から登場。
楽器仙人
パイロット版の＃4に登場。サカナクションのメンバーである岩寺扮する楽器仙人が山口の持ち込んだ日本ではあまりなじみの無い楽器を初見で演奏することが出来るかどうかを検証する。
夜はシュガシュガ　しゅわっとテレビ
パイロット版の＃4に登場。ワイドショー形式で近年話題になったニュースについて音楽業界の立場から議論を行うコーナー。『NFパンチ』時代の「サカナ屋」を引き継いでいる。コメンテーターには法律の専門家やサカナクションと親交のあるミュージシャン、ラジオパーソナリティーを経験したお笑い芸人などが出演している。
ミュージックキャリア
レギュラー版の＃6から登場。
ギタータイムアタック
レギュラー版より登場。バンドのギター担当ともう1名が出場し、ギターがお題の曲を演奏し、もう1名のメンバーが回答する。回答はニュアンスが合っていればよく、曲名の言い間違い、アニメ主題歌であればそのアニメのタイトル、はたまたアーティスト名のみの回答であっても正解となったケースがある。制限時間60秒でパスはギター・回答者どちらからでも何度でも可能。時間が完全に切れた後からの回答でも正解判定になることもある。出場全組の中で最多正解のバンドが優勝となり、優勝バンドはウイニングギターソロを演奏する権利が与えられる。
加藤魚山人
第2シーズン初回の＃17から登場。山口の友人である加藤浩次が扮する加藤魚山人が、どんな音楽も味に例える。

## スタッフ・クリエイター
本番組は公式のインスタグラムで各コーナーのサブテーマや制作に関わったスタッフ・クリエイターを紹介している。以下に公開されている関わった人物の一覧を記載する。
| 回                          | 初回放送日時           | コーナー                                 | ディレクター           | スタイリスト           | ヘア＆メイクアップ     | 他スタッフ | 備考                   |
| パイロット版（2019年）      | パイロット版（2019年） | パイロット版（2019年）                   | パイロット版（2019年） | パイロット版（2019年） | パイロット版（2019年） | パイロット版（2019年） | パイロット版（2019年） |
| --------------------------- | ---------------------- | ---------------------------------------- | ---------------------- | ---------------------- | ---------------------- | --- | ---------------------- |
| 1                           | 2019年 9月18日         | シュガシュガ選曲家劇場                   | 村尾輝忠 田中裕介      | 三田真一               | 根本亜沙美             | | [ IG 1 ]               |
| 1                           | 2019年 9月18日         | 妻夫木聡の場合。                         | 池田おさむ             |                        |                        | | [ IG 1 ]               |
| 1                           | 2019年 9月18日         | ニューオーダー                           | 尾崎敦朗 中村貴洋      | 三田真一               | 根本亜沙美             | | [ IG 1 ]               |
| 1                           | 2019年 9月18日         | ある愛のかたち                           | 尾崎敦朗 中村貴洋      | 三田真一               | 根本亜沙美             | | [ IG 1 ]               |
| 2                           | 9月25日                | シュガシュガ将棋                         | 村尾輝忠               | 三田真一               | 根本亜沙美             | | [ IG 2 ]               |
| 2                           | 9月25日                | 橋本環奈の場合。                         | 池田おさむ             |                        |                        | | [ IG 2 ]               |
| 2                           | 9月25日                | 能 MUSIC, 能 LIFE?                       | 土屋良介               |                        |                        | | [ IG 2 ]               |
| 2                           | 9月25日                | 忘れられない男                           | 尾崎敦朗 石澤元希      | 三田真一               | 根本亜沙美             | | [ IG 2 ]               |
| パイロット版（2020年）      |                        |                                          |                        |                        |                        | |                        |
| 3                           | 2020年 8月25日         | 音楽結社シュガシュガ団                   | 村尾輝忠               | 三田真一               | 根本亜沙美             | | [ IG 3 ]               |
| 3                           | 2020年 8月25日         | 水川あさみの場合。                       | 村尾輝忠               |                        |                        | | [ IG 3 ]               |
| 3                           | 2020年 8月25日         | モーニングルーティーン                   | 田中裕介               | 三田真一               | 根本亜沙美             | カメラ：藤田景 照明：オカザキユウヤ DIT：大山泰斗 プロダクションデザイナー：枝広淳良 編集：小笹輪太郎 プロデューサー：中村ミサ・阿部航 プロダクション：CAVIAR          | [ IG 3 ]               |
| 3                           | 2020年 8月25日         | ボイトレ 絶対歌える男 "BURPEE JUMP"      | 村尾輝忠               | 三田真一               | 根本亜沙美             | 振付師：振付稼業air:man | [ IG 3 ]               |
| 4                           | 9月1日                 | 楽器仙人 "ハーディ・ガーディ"            | 田中裕介               | 三田真一               | 根本亜沙美             | カメラ：藤田景 照明：オカザキユウヤ DIT：大山泰斗 プロダクションデザイナー：枝広淳良 編集：小笹輪太郎 プロデューサー：中村ミサ・阿部航 プロダクション：CAVIAR          | [ IG 4 ]               |
| 4                           | 9月1日                 | カンタ（水溜りボンド）の場合。           | 村尾輝忠               |                        |                        | | [ IG 4 ]               |
| 4                           | 9月1日                 | 夜はシュガシュガ しゅわっとテレビ        | 村尾輝忠               | 三田真一               | 根本亜沙美             | | [ IG 4 ]               |
| 4                           | 9月1日                 | ボイトレ 絶対歌える男 "MOUNTAIN CLIMBER" | 村尾輝忠               | 三田真一               | 根本亜沙美             | 振付師：振付稼業air:man | [ IG 4 ]               |
| レギュラー版（第1シリーズ） |                        |                                          |                        |                        |                        | |                        |
| 5                           | 9月29日                | 平手友梨奈の場合。                       | 村尾輝忠               |                        |                        | | [ IG 5 ]               |
| 5                           | 9月29日                | シュガシュガ将棋                         | 村尾輝忠               | 三田真一               | 根本亜沙美             | | [ IG 5 ]               |
| 5                           | 9月29日                | ボイトレ 絶対に歌える男                  | 村尾輝忠               | 三田真一               | 根本亜沙美             | 振付師：振付稼業air:man | [ IG 5 ]               |
| 6                           | 10月6日                | 平手友梨奈の場合。                       | 村尾輝忠               |                        |                        | | [ IG 6 ]               |
| 6                           | 10月6日                | ボイトレ 絶対に歌える男 "PLANK THRUSTER" | 村尾輝忠               | 三田真一               | 根本亜沙美             | 振付師：振付稼業air:man | [ IG 6 ]               |
| 6                           | 10月6日                | ミュージックキャリア (マネージャー編)    | 村尾輝忠               | 三田真一               | 根本亜沙美             | 構成作家：諏訪勝 | [ IG 6 ]               |
| 7                           | 10月13日               | 渡辺直美の場合。                         | 村尾輝忠               |                        | 根本亜沙美             | | [ IG 7 ]               |
| 7                           | 10月13日               | ミュージックキャリア (マネージャー編)    | 村尾輝忠               | 三田真一               | 根本亜沙美             | 構成作家：諏訪勝 | [ IG 7 ]               |
| 7                           | 10月13日               | おかしな夫婦                             | 田中裕介               | 三田真一               | 根本亜沙美             | カメラ：藤田景 照明：オカザキユウヤ DIT：大山泰斗 プロダクションデザイナー：枝広淳良 編集：小笹輪太郎 プロデューサー：中村ミサ・阿部航 プロダクション：CAVIAR          | [ IG 7 ]               |
| 7                           | 10月13日               | ボイトレ 絶対に歌える男                  | 村尾輝忠               | 三田真一               | 根本亜沙美             | 振付師：振付稼業air:man | [ IG 7 ]               |
| 8                           | 10月20日               | 大泉洋の場合。                           | 村尾輝忠               |                        | 根本亜沙美             | | [ IG 8 ]               |
| 8                           | 10月20日               | シュガシュガ将棋                         | 村尾輝忠               | 三田真一               | 根本亜沙美             | | [ IG 8 ]               |
| 8                           | 10月20日               | ニューオーダー                           | 岩崎 淳                | 三田真一               | 根本亜沙美             | | [ IG 8 ]               |
| 9                           | 10月27日               | さかなクンの場合。                       | 村尾輝忠               |                        | 根本亜沙美             | | [ IG 9 ]               |
| 9                           | 10月27日               | シュガシュガ将棋                         | 村尾輝忠               | 三田真一               | 根本亜沙美             | | [ IG 9 ]               |
| 9                           | 10月27日               | はじめてのDJ講座                         |                        | 三田真一               | 根本亜沙美             | | [ IG 9 ]               |
| 10                          | 11月3日                | 藤原ヒロシの場合。                       | 村尾輝忠               |                        | 根本亜沙美             | | [ IG 10 ]              |
| 10                          | 11月3日                | 逆さ王選手権                             | 村尾輝忠               | 三田真一               | 根本亜沙美             | | [ IG 10 ]              |
| 10                          | 11月3日                | 絶対に弾ける男                           | 村尾輝忠               | 三田真一               | 根本亜沙美             | 振付師：振付稼業air:man | [ IG 10 ]              |
| 11                          | 11月10日               | 加藤浩次の場合。                         | 村尾輝忠               |                        | 根本亜沙美             | | [ IG 11 ]              |
| 11                          | 11月10日               | シュガシュガ選曲家劇場                   | 村尾輝忠               | 三田真一               | 根本亜沙美             | [ストリートダンス編映像] ディレクター：田中裕介 撮影監督：奥口睦 DIT：大山泰斗 編集：小笹輪太郎 プロデューサー：中村ミサ・阿部航 プロダクション：CAVIAR                | [ IG 11 ]              |
| 11                          | 11月10日               | ギタータイムアタック                     | 村尾輝忠               | 三田真一               | 根本亜沙美             | | [ IG 11 ]              |
| 12                          | 11月18日               | 増田貴久の場合。                         | 村尾輝忠               | 三田真一               | 根本亜沙美             | | [ IG 12 ]              |
| 12                          | 11月18日               | さかさ王選手権                           | 村尾輝忠               | 三田真一               | 根本亜沙美             | | [ IG 12 ]              |
| 12                          | 11月18日               | はじめてのDJ講座                         |                        | 三田真一               | 根本亜沙美             | | [ IG 12 ]              |
| 13                          | 11月25日               | 増田貴久の場合。                         | 村尾輝忠               | 三田真一               | 根本亜沙美             | | [ IG 13 ]              |
| 13                          | 11月25日               | シュガシュガ選曲家劇場                   |                        | 三田真一               | 根本亜沙美             | [ダイナー編映像] ディレクター：田中裕介 撮影監督：奥口睦 DIT：大山泰斗 編集：小笹輪太郎 ロケ地：The MINT MOTEL プロデューサー：中村ミサ・阿部航 プロダクション：CAVIAR | [ IG 13 ]              |
| 13                          | 11月25日               | ギタータイムアタック                     | 村尾輝忠               | 三田真一               | 根本亜沙美             | 楽器技術者:田村亮司(MOBY DICK) | [ IG 13 ]              |
| 14                          | 12月2日                | 川谷絵音の場合。                         | 村尾輝忠               | 三田真一               | 根本亜沙美             | | [ IG 14 ]              |
| 14                          | 12月2日                | シュガシュガ選曲家劇場                   |                        | 三田真一               | 根本亜沙美             | [仕事に夢中編映像] ディレクター：田中裕介 撮影監督：奥口睦 DIT：大山泰斗 編集：小笹輪太郎 ロケ地：喫茶 銀座 プロデューサー：中村ミサ・阿部航 プロダクション：CAVIAR    | [ IG 14 ]              |
| 14                          | 12月2日                | ニューオーダー                           | 岩崎 淳                | 三田真一               | 根本亜沙美             | | [ IG 14 ]              |
| 15                          | 12月8日                | シュガ民                                 | 村尾輝忠               | 三田真一               | 根本亜沙美             | | [ IG 15 ]              |
| 15                          | 12月8日                | はじめてのDJ講座                         |                        | 三田真一               | 根本亜沙美             | | [ IG 15 ]              |
| 15                          | 12月8日                | 絶対に弾ける男                           |                        | 三田真一               | 根本亜沙美             | 振付師：振付稼業air:man | [ IG 15 ]              |
| 16                          | 12月15日               | シュガシュガ将棋                         | 村尾輝忠               | 三田真一               | 根本亜沙美             | | [ IG 16 ]              |
| 16                          | 12月15日               | シュガシュガ選曲家劇場                   |                        | 三田真一               | 根本亜沙美             | [25時編映像] ディレクター：田中裕介 撮影監督：奥口睦 DIT：大山泰斗 編集：小笹輪太郎 プロデューサー：中村ミサ・阿部航 プロダクション：CAVIAR                            | [ IG 16 ]              |